# Mussaenda albiflora
Mussaenda albiflora är en måreväxtart som beskrevs av Elmer Drew Merrill. Mussaenda albiflora ingår i släktet Mussaenda och familjen måreväxter. Inga underarter finns listade i Catalogue of Life.